# Белчуг (Телеорман)
Белчуг (рум. Belciug) — село у повіті Телеорман в Румунії. Входить до складу комуни Некшешть.
Село розташоване на відстані 80 км на захід від Бухареста, 37 км на північний захід від Александрії, 104 км на схід від Крайови.

## Населення
За даними перепису населення 2002 року у селі проживали 487 осіб, усі — румуни. Усі жителі села рідною мовою назвали румунську.